# Parachromis
Parachromis es un género de peces de agua dulce perteneciente a la familia de los cíclidos. Comprende cinco especies que se hallan limitadas en su distribución a América Central. Todas ellas son depredadoras y relativamente grandes en relación con otros miembros de la misma familia.

## Especies
- Parachromis dovii (Günther, 1864)
- Parachromis friedrichsthalii (Heckel, 1840)
- Parachromis loisellei (Bussing, 1989)
- Parachromis managuensis (Günther, 1867)
- Parachromis motaguensis (Günther, 1867)